# Луцій Пінарій Натта
Лу́цій Піна́рій На́тта (лат. Lucius Pinarius Natta; IV століття до н. е.) — політичний, державний і військовий діяч ранньої Римської республіки, начальник кінноти 363 року до н. е., претор 349 року до н. е.

## Біографія
Походив з патриціанського роду Пінаріїв. Про дитячі роки, батьків відомостей немає.
363 року до н. е. його призначив своїм заступником — начальником кінноти тодішній диктатор Луцій Манлій Капітолін Імперіос. Разом вони боролися проти моровиці в Римі та проти виступів плебеїв.
349 року до н. е. його було призначено претором. Тоді ж він брав дієву участь у боротьбі проти піратів у Греції.
З того часу про подальшу долю Луція Пінарія Натти згадок немає.